# Шаак, Вильгельм Адольфович
Вильге́льм (Васи́лий) Адо́льфович Шаак (Шак) (нем. Wilhelm Schaak) (2 (15) декабря 1880, Митава, Курляндская губерния — 1957, Ленинград) — доктор медицины, профессор.
Заведующий кафедрой факультетской хирургии, организатор и заведующий первой в Ленинграде кафедрой детской хирургии 1-го Ленинградского медицинского института.
Организатор и заведующий кафедрой детской хирургии Ленинградского педиатрического медицинского института.
Ректор Кисловодского медицинского института (филиал 1-го ЛМИ) в годы фашистской оккупации (1942—1943 гг.).
Заведующий радиохирургическим отделением Центрального научно-исследовательского рентгенорадиологического института Минздрава СССР.
Заслуженный деятель науки РСФСР (1940), житель блокадного Ленинграда.

## Биография
Родился в семье остзейских немцев, доктора юстиции, управляющего государственной гимназией Митавы Густава Адольфа Шаака (нем. Gustav Adolf Schaak) (1822—1885) и его жены Марии Вильгельмины ур. Бюттнер (нем. Marie Wilhelmine Beuthner) (1851—1921). Среднее образование получил в Митаве, хотя по неподтверждённым сведениям в 1898 году завершил обучение уже в Кронштадтской классической гимназии. Будучи гимназистом оказался в клинике Военно-медицинской академии, где лечился у доктора И. Э. Гаген-Торна.
Эта встреча с известным профессором стала определяющей в судьбе Вильгельма Шаака. Сразу после окончания гимназии, уже зная, что станет хирургом, он поступил в Императорскую Военно-медицинскую академию. Его учителями в этой профессии оказались такие выдающиеся врачи, как академик, лейб-хирург Н. А. Вельяминов и профессор, почётный лейб-хирург К. П. Домбровский — кстати, уроженец Митавы и дальний родственник Вильгельма Адольфовича.
В 1903 году В. А. Шаак с отличием окончил академию и был выпущен лекарем с назначением в Царскосельский лазарет Её Императорского величества. С 1907 года в течение трёх лет Вильгельм Адольфович в должности ассистента-экстерна стажировался в клинике Эриха Лексера в Кёнигсберге. Позже, по некоторым сведениям, он совершенствовался в клиниках венского профессора хирургии Антона Эйзельсберга и в Берлине у знаменитого профессора Августа Бира.
Вернувшись в Петербург в 1912 году, В. А. Шаак был принят на должность ассистента факультетской клиники Петропавловской больницы при Женском медицинском институте. Руководил клиникой профессор Г. Ф. Цейдлер, оказавший на Вильгельма Адольфовича особое влияние. Вскоре Густав Фёдорович привлёк его к работе хирургом в Обуховской больнице, а профессор К. П. Домбровский пригласил Вильгельма Адольфовича сверхштатным хирургом руководимой им Биржевой барачной больницы в память императора Александра II. В те же годы В. А. Шаак в Институте экспериментальной медицины выполнил научное исследование. Диссертация на звание доктора медицины под названием «Изменения крови и кроветворных органов после ампутаций и экзартикуляций. Экспериментальное исследование» была защищена им в Военно-медицинской академии в 1914 году. Через два года Вильгельм Адольфович был избран приват-доцентом кафедры факультетской хирургии Женского медицинского института.
После Октябрьской революции и эмиграции профессора Г. Ф. Цейдлера в Финляндию, В. А. Шаак в 1918 году возглавил его кафедру сначала в звании приват-доцента, а с 1921 года — профессора. Он оставался в этой должности и после 1924 года, когда институт был переименован в 1-й Ленинградский медицинский (1-й ЛМИ), и одновременно руководил в нём 2-м хирургическим отделением клинической больницы. Ещё ранее Вильгельму Адольфовичу было поручено заведование хирургическим отделением детской больницы им Н. Ф. Филатова, а с 1927 года, к тому же, он занял должность научного сотрудника Ленинградского рентгенологического и радиологического института.
В 1931 году в рамках создания системы первичного педиатрического образования в 1-м ЛМИ был организован первый в СССР педиатрический факультет, где по инициативе Вильгельма Адольфовича на базе его кафедры факультетской хирургии появилась кафедра детской хирургии. Она оказалась первой в Ленинграде и расположилась в детской больнице им Н. Ф. Филатова, хирургическим отделением которой продолжал заведовать В. А. Шаак. Спустя три года, в 1934 году он передал руководство кафедрой профессору Н. В. Шварцу, что было обусловлено особыми обстоятельствами.
В тот год было принято решение о преобразовании с 1935 года Ленинградского НИИ Охраны материнства и младенчества в первый в истории учебный педиатрический медицинский институт. В нём по инициативе профессора Р. Р. Вредена создавалась вторая в городе кафедра детской хирургии. Возглавить новую кафедру и был приглашён профессор В. А. Шаак. К сожалению из-за ареста Вильгельма Адольфовича, в 1937 году кафедра временно прекратила своё существование.

Профессор В. А. Шаак (1-й слева, вверху) с сотрудниками кафедры факультетской хирургии в выпускном альбоме 1-го ЛМИ. Выпуск 1933—1937 гг.

В годы репрессий В А. Шаак арестовывался дважды. Первый раз это произошло в 1930 году. Ему вменялась в вину 58-я статья УК РСФСР, но обвинение было снято за недоказанностью. Вторично его арестовали в 1937 году вместе с ближайшим коллегой — профессором и тоже этническим немцем Э. Р. Гессе. Эрик Романович был расстрелян, а Вильгельму Адольфовичу вновь повезло. Его отпустили, а в 1940 году даже присвоили звание Заслуженного деятеля науки РСФСР. В педиатрический же институт он уже не вернулся.
Когда началась Великая Отечественная война В. А. Шаак до весны 1942 года оставался в осаждённом Ленинграде. К его обязанностям заведующего кафедрой факультетской хирургии 1-го ЛМИ и научного сотрудника института радиорентгенологии прибавились новые. По заданию Санотдела Ленинградского фронта Вильгельма Адольфовича много оперировал и консультировал раненных в госпиталях Ленинградского фронта.
Весной 1942 года руководство СССР приняло решение об организации в Кисловодске филиала 1-го ЛМИ. В группе сотрудников, командированных на Северный Кавказ, был и В. А. Шаак. Уже в конце мая филиал приступил к работе, но в начале августа в город вошли немцы. Произошло неожиданное. Оккупационные власти разрешили институту продолжить свою деятельность. Они лишь заменили ректора, утвердив в этой должности немца по национальности профессора В. А. Шаака. Правда, часть студентов и преподавателей (например, профессора В. Л. Стырикович и В. М. Карасик) разными путями смогла покинуть Кисловодск и перебраться через Кавказский хребет. Из числа же тех, кто остался, фашисты вскоре арестовали и уничтожили всех евреев. Такая судьба постигла доцента педиатрического института З. О. Мичник и её сестру, преподавателя того же института П. О. Эфрусси.
По воспоминаниям очевидцев, Вильгельм Адольфович, пользуясь доверием оккупантов и своим служебным положением, спас многих коллег, и пациентов, остававшихся в госпиталях города.
Оставляя под натиском Красной армии в январе 1943 года Кисловодск, немцы насильственно увезли с собой и В. А. Шаака. По некоторым данным в Берлине он до 1945 года работал по специальности. С высокой долей вероятности можно предположить, что в гитлеровской Германии Вильгельм Адольфович пользовался покровительством знаменитого немецкого хирурга Августа Бира, у которого он когда-то стажировался, и который в 1910 году рекомендовал его в члены Немецкого общества хирургов. Очевидно, что работая под контролем нацистов, В. А. Шаак ничем себя не запятнал. Косвенно об этом свидетельствует тот факт, что после возвращения в Ленинград его тщательно проверяли в фильтрационном лагере и вскоре освободили, не запретив даже проживание в Ленинграде. Ещё одна проверка состоялась в 1953 году уже после смерти И. В. Сталина. Тогда Вильгельм Адольфович был вновь арестован и спустя несколько дней отпущен. Причина этого ареста осталась неясной.
В послевоенные годы В. А. Шаак продолжил работу лишь в Ленинградском рентгенорадиологическом институте, где руководил радиохирургическим отделением.
Профессор Вильгельм Адольфович Шаак скончался в Ленинграде в 1957 году в возрасте 76 лет, и был похоронен на Серафимовском кладбище, уч. 15, справа у церкви.

## Семья
- Жена — Варвара Михайловна Рахманова-Шаак — врач-хирург[25] поликлиники Петроградского района. Она была вместе с мужем в оккупированном в Кисловодске, но после войны сведения о ней отсутствуют;
- Дочь — Татьяна Вильгельмовна Шаак (1917—1982) — доктор медицинских наук, профессор хирургии;
- Почётный лейб-хирург, профессор Ксаверий Петрович Домбровский[эст.] (нем. Julius Xaver von Dombrowsky)[6] (1852—1921) приходился родным братом первого мужа матери В. А. Шаака — Марии Вильгельмины.

## Адреса в Ленинграде
В Петербурге В. А. Шаак сначала снимал квартиру в доме № 8 по Архирейской ул., откуда перед революцией перебрался на Кронверкскую ул., 23. С 1927 года вместе с семьёй он проживал на ул. Рентгена, д. 14.
Последним адресом Вильгельма Адольфовича в послевоенные годы был Кировский пр., д. 24б.

Могила Шаака на Серафимовском кладбище Санкт-Петербурга.

## Вклад в медицину
В. А. Шаак является автором более 130 научных работ по различным проблемам хирургии.
- Вильгельм Адольфович оказался одним из основоположников сосудистой хирургии в России. Уже первые его работы (1910—911 гг.), написанные после возвращения из-за границы, были посвящены техники пересадки большой подкожной вены в бедренную при варикозной болезни, а также вопросам лечения травматических аневризм. Описанию приёма наложения сосудистого шва при травматических аневризмах он посвятил своё сообщение в 1916 году на XIV съезде российских хирургов.

Логичным продолжением дореволюционных начинаний В. А. Шаака оказалась опубликованная им в соавторстве с Э. Р. Гессе в 1921 году основополагающая статья: «Анатомо-физиологическаяя и клиническая оценка сафено-бедренного анастомоза при варикозном расширении вен нижних конечностей в освещении отдалённых результатов на основании 115 собственных наблюдений». Вот она и послужила толчком к развитию сосудистой хирургии в Ленинграде.
- В. А. Шаак широко занимался гематологическими аспектами, в том числе вопросами гемостазом в хирургии. Начало этому направлению его научной деятельности было положено в диссертационном исследовании. Позже, в 1918 году вместе с П. Г. Корневым[27] в эксперименте им была разработана методика гемостаза путём свободной пересадки фасции при обширной резекции печени.

Вильгельм Адольфович впервые в стране обосновал, разработал и с хорошим результатом применил резекцию селезёнки при некоторых видах тромбоцитопенической пурпуры.
- Одним из первых в СССР В. А. Шаак стал разрабатывать проблему местного обезболивания. Его монография «Местное обезболивание в хирургии», опубликованная в 1926 году в соавторстве Л. А. Андреевым, стала первым практическим пособием в стране и долгое время лучшим руководством по проводниковой анестезии. До настоящего времени её материалы и положения не потеряли своего значения.
- Диапазон исследований В. А. Шаака был весьма широк. Известны его работы, посвящённые пластике при переломах костей свода черепа, ампутациям и экзартикуляциям конечностей, лечению хирургической инфекции, в том числе нагноительным заболеваниям лёгких и плевры. В СССР В. А. Шаак оказался инициатором оперативного лечения абсцессов лёгкого, а руководимая им клиника заняла ведущее место в хирургии гнойных заболеваний лёгких[28].
- Важнейшая заслуга В. А. Шаака заключается в том, что он оказался у истоков зарождения такого самостоятельного направления в медицинской науке СССР, как детской хирургии. Именно ему принадлежит приоритет в организации первых двух кафедр детской хирургии в Ленинграде.
- Большую роль сыграл В. А. Шаак в создании и редактировании в период с 1927 по 1938 гг. двух руководств по общей и частной хирургии, а также руководства, посвящённого ошибкам и осложнениям в хирургии. В этом он делит славу с крупнейшими советскими хирургами Э. Р. Гессе, С. С. Гирголавом и В. С. Левитом.

## Некоторые печатные работы
- Шаак В. А. О лечении острых гнойных заболеваний застойной гиперемией по Bier'у на основании новейших клинических наблюдений и экспериментальных исследований / Соч. В.А. Шака; из фак. хирург. клиники проф. Lexer'a в Königsberg'ском университете. — СПб.: тип. Я. Трей, 1909. — 16 с.
- Гессе Э. Р., Шаак В. А. Пересадка большой подкожной вены ноги (v. saphenae magnae) в вену бедренную при помощи сосудистого шва (anastomosis sapheno-femoralis), как способ оперативного лечения узловатых расширений вен на нижних конечностях : В извлеч. сообщ. на 10 Съезде рос. хирургов в Петербурге 19 дек. 1910 г / Э.Р. Гессе и В.А. Шак; Из Хирург. отд-ния Гор. муж. Обух. больницы в Петербурге и Патологоанатом. каб. при ней. — СПб.: тип. Я. Трей, 1911. — 46 с.
- Шаак В. А. Переломы черепа и их лечение на основании 530 случаев за 1900-1910 гг. / В.А. Шак; Из хирург. отделения Гор. муж. Обух. больницы в Петербурге. — СПб.: тип. Я. Трей, 1912. — 18 с.
- Шаак В. А. Переломы черепа и их лечение на основании 530 случаев за 1900-1910 гг. / В.А. Шак; Из хирург. отделения Гор. муж. Обух. больницы в Петербурге. — СПб.: тип. Я. Трей, 1912. — 18 с.
- Шаак В. А. Изменения крови и кроветворных органов после ампутаций и эксартикуляций. Экспериментальное исследование : Дис. на степ. д-ра мед. В.А. Шаак / Из патол.-анат. отд. Ин-та эксперим. медицины. — Юрьев: типо-лит. Э. Бергмана, 1914. — 197 с. — (Серия докторских диссертаций, допущенных к защите в Военно-медицинской академии в 1913-1914 г. ; № 17а).
- Гессе Э. Р., Шаак В. А. К вопросу о патологической анатомии и гистологии венного шва при наложении соустия между большой подкожной веной ноги (V. saphena magna) и веной бедренной - anastomosis sapheno-femoralis - при узловатых расширениях вен на ногах / Из хирург. отд-ния Гор. муж. Обух. больницы в Петербурге. — СПб.: тип. Э.Ф. Мекс, 1914. — 18 с.
- Шаак В. А. Конспект лекций по хирургии, читанных на Курсах первой помощи и ухода за больными и ранеными при Цандеровском институте в Петрограде / д-р мед. В.А. Шаак, ассист. хирург. фак. клиники Петрогр. жен. мед. ин-та. — Петроград: тип. Левера, 1915. — 44 с.
- Шаак В. А. Огнестрельные ранения черепа : Проб. лекция, чит. в Совете профессоров Жен. мед. ин-та в Петрограде 21/V 1916 г. при соиск. степ. част. преп. по каф. фак. хирург. клиники. — Петроград: тип. Э.Ф. Мекс, 1916. — 24 с.
- Шаак В. А., Андреев Л. А. Местное обезболивание в хирургии : Практическое руководство для врачей и студентов / 2-е изд., испр. и доп.. — М., Л.: Гос. изд-во, 1928. — 303 с.
- Андреев Л. А., Ввденский К. К., Верещинский А. О., Гессе. Э. Р., Гирголав С. С., Джанелидзе Ю. Ю., Корнев П. Г., Немилов А. А., Оппель В. А., Остен-Сакен Э. Ю., Петров Н. Н., Соколов С. Е., Шаак В. А. Шварц Н. В. Общая хирургия : Руководство для врачей и студентов в 3 томах / Под ред. проф. Э.Р. Гессе, С.С. Горголава и В.А. Шаак  - 4-е изд. (стереотип.). — Л.: Гос. изд-во биол. и мед. лит-ры, Ленингр. отд., 1935.
- Ошибки, опасности и непредвиденные осложнения при лечении хирургических заболеваний : Руководство для врачей : В 4 томах / Под ред. проф. Э. Р. Гессе, С. С. Гирголавы, В. А. Шаака. — Л., М.: тип. "Печатный двор" им. А.М. Горького Тип. "Коминтерн", 1936.
- Шаак В. А. Ранение А.С. Пушкина в современном хирургическом освещении. — Вестника хирургии, 1937.
- Частная хирургия : Руководство для студентов и врачей : В 3 томах. / Под ред. проф. Э. Р. Гессе, С. С. Гирголавы, В. С. Левита и В. А. Шаака. — М., Л.: Биомедгиз, 1937-1938.
- Гирголав С. С., Левит В. С., Шаак В. А. Частная хирургия : Предмет. указатель к Руководству. — М., Л.: Медгиз, 1939. — 56 с.
- Шаак В. А. Результаты спленектомии при некоторых заболеваниях крови / Большая ме. энциклопедия. — М., 1939. — 549-555 с.
- Шаак В. А. Обезболивание в военно-полевых условиях : Доклад в хирург. о-ве Пирогова в Ленинграде 28.XII.1939 / Из фак. хирург. клиники (дир. - проф. В.А. Шаак) 1-го Ленингр. мед. ин-та им. акад. И.П. Павлова. — Л., 1940. — 331-339 с.
- Гирголав С. С., Левит В. С., Шаак В. А.; Бабчин И. С., Бекерман Л. С., Вайнштейн В. Г.  и др. Учебник частной хирургии : Утв. ВКВШ при СНК СССР в качестве учеб. пособия для высших мед. учеб. заведений. — М., Л.: Медгиз, 1940. — 700 с.
- Шаак В. А. Уход за ранением в домашней обстановке. — Л., 1941. — 12 с.
- Шаак В. А. Вопросы обезболивания во время войны. — Л.: 4-я тип. ОГИЗ'а РСФСР треста "Полиграфкнига" им. Евг. Соколовой, 1945. — 10 с.
- Шаак В. А. Рак желудка, его диагностика и лечение / Центр. рентгенол., радиол. и раковый ин-т М-ва здравоохранения СССР. — Л.: Тип. "Печ. двор", 1947. — 35 с. — (Онкологические листки / Под ред. М.И. Неменова).

## Общественная деятельность
- член Немецкого общества хирургов[нем.] в Берлине с 1910 года.
- член Хирургического общества им. Пирогова с 1912 года; товарищ председателя общества (1926), председатель общества (1933 и 1937 гг.).
- 1927—30 гг. был деканом мед. факультета 1-го Ленинградского медицинского института.